# Apaïdi
Apaïdi est une localité du Cameroun située dans l'arrondissement de Dargala, le département du Diamaré et la région de l’Extrême-Nord. Elle fait partie du canton de Dargala.

## Population
En 1975, la localité comptait 174 habitants, dont 101 Peuls et 73 Mousgoum.
Lors du recensement de 2005, on y a dénombré 277 personnes, dont 142 hommes et 135 femmes.

## Climat
Le climat de la région est désertique, selon la classification de Koppen. Il se caractérise par une extrême sécheresse qui contraint le développement de la vie animale et végétale et représente un réel obstacle à la sécurité alimentaire de la population locale, dont les ressources sont limitées.